# Арсизак-Адур
Арсиза́к-Аду́р (фр. Arcizac-Adour, окс. Arcisac d'Ador) — коммуна во Франции, находится в регионе Юг — Пиренеи. Департамент — Верхние Пиренеи. Входит в состав кантона Лалубер. Округ коммуны — Тарб.
Код INSEE коммуны — 65019.

## География
Коммуна расположена приблизительно в 660 км к югу от Парижа, в 120 км юго-западнее Тулузы, в 9 км к югу от Тарба.
Коммуна расположена в местности Бигорр. По территории коммуны протекает река Адур.

## Климат
Климат умеренно-океанический с солнечной тёплой погодой и обильными осадками на протяжении практически всего года.

## Население
Население коммуны на 2010 год составляло 519 человек.
| 1962 | 1968 | 1975 | 1982 | 1990 | 1999 | 2010 |
| ---- | ---- | ---- | ---- | ---- | ---- | ---- |
| 364  | 360  | 378  | 440  | 449  | 469  | 519  |

## Администрация
| Период | Период | Фамилия        | Партия | Примечания |
| ------ | ------ | -------------- | ------ | ---------- |
| 2001   | 2020   | Роже Семмартен |        |            |

## Экономика
В 2010 году среди 331 человека трудоспособного возраста (15-64 лет) 253 были экономически активными, 78 — неактивными (показатель активности — 76,4 %, в 1999 году было 72,1 %). Из 253 активных жителей работали 225 человек (116 мужчин и 109 женщин), безработных было 28 (12 мужчин и 16 женщин). Среди 78 неактивных 26 человек были учениками или студентами, 41 — пенсионерами, 11 были неактивными по другим причинам.